# Kameralamt Maulbronn
Das Kameralamt Maulbronn war eine Einrichtung des Königreichs Württemberg, die im Amtsbezirk Besitz und Einkommen des Staates verwaltete. Es bestand von 1807 bis 1922 in Maulbronn. Das Kameralamt wurde im Rahmen der Neuordnung der Staatsfinanzverwaltung im Königreich Württemberg geschaffen.

## Geschichte

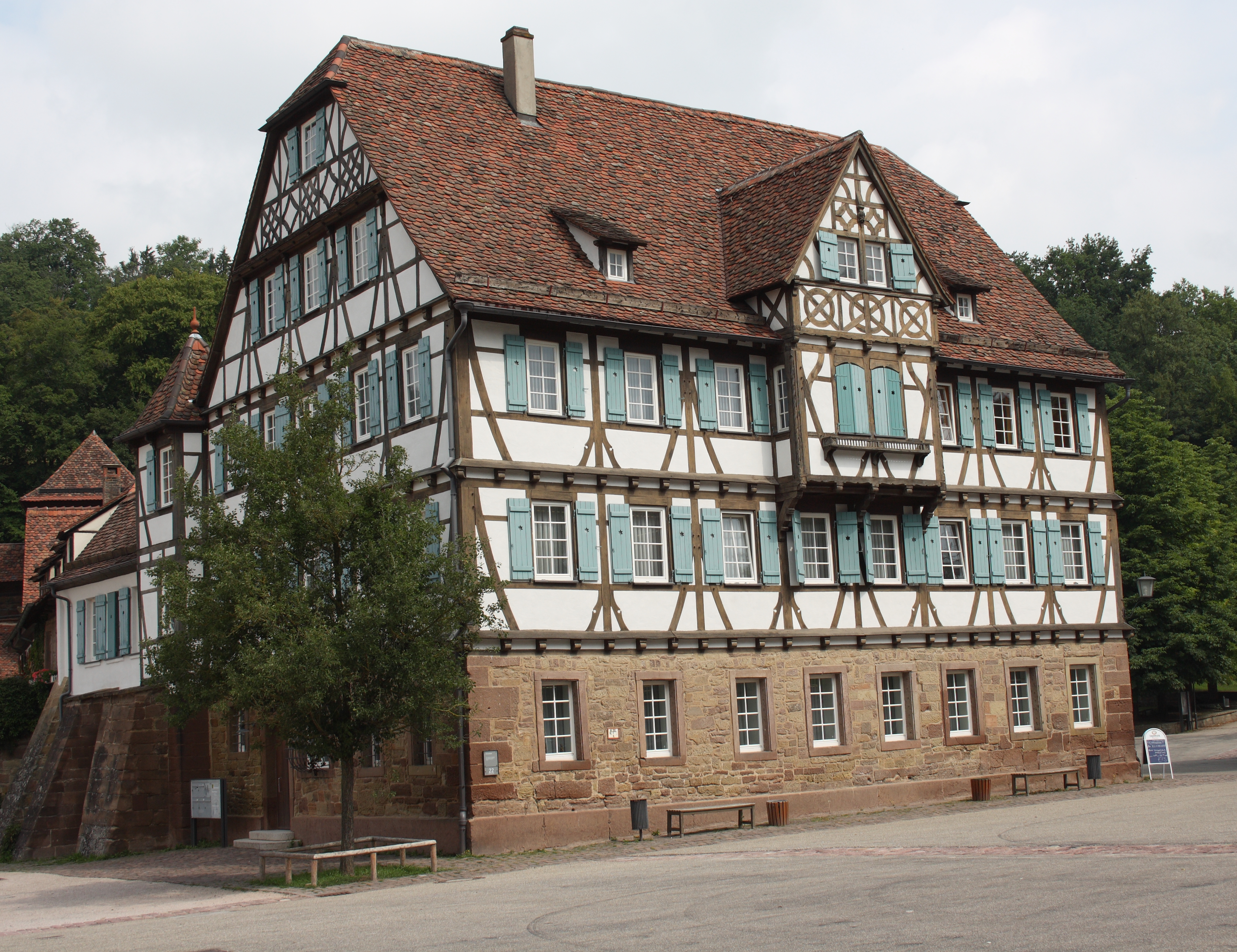
Sitz des Kameralamts im Klosterbezirk

Das Kameralamt Maulbronn ist hervorgegangen aus der schon in altwürttembergischer Zeit bestandenen Klosterverwaltung Maulbronn sowie den Kameralämtern Knittlingen und Wiernsheim.
Durch den Vertrag von Paris wurden am 2. Oktober 1810 die Orte Kieselbronn, Öschelbronn und Ruit an das Großherzogtum Baden abgetreten.
Gemäß Verordnung vom 6. Juni 1819 über die Neuorganisation der Kameralämter hat das Kameralamt Maulbronn vom Kameralamt Bietigheim den Ort Gündelbach und Steinbacher Hof im Forstamt Sachsenheim übernommen.
Durch Verfügung vom 30. Dezember 1836 wurden vom Kameralamt Maulbronn Ort und Forstrevier Sternenfels des Kameralamts Güglingen sowie der Ort Illingen des Kameralamts Vaihingen übernommen.
Laut Verfügung vom 12. Juni 1839 wurden dem Kameralamt Maulbronn infolge Auflösung des Kameralamts Wiernsheim folgende Orte zugeteilt: Dürrmenz mit Weilern, Enzberg mit Lengach, Großglattbach, Iptingen, Lomersheim, Pinache, Schönenberg, Serres, Wiernsheim und Wurmberg mit Bärental, so dass das Kameralamt den gleichnamigen Oberamtsbezirk vollständig umfasste.
Durch Verordnung vom 6. März 1843 hat das Kameralamt Maulbronn an das Kameralamt Vaihingen die Orte Großglattbach und Iptingen abgetreten.